# Савино (Татарстан)
Савино — деревня в Верхнеуслонском районе Татарстана. Входит в состав Введенско-Слободского сельского поселения.

## География
Находится в западной части Татарстана на расстоянии приблизительно 16 км на запад-юго-запад по прямой от районного центра села Верхний Услон у речки Сулица.

## История
Известна с 1583 года как деревня Савина. Находилась на землях Свияжского Успенского монастыря.

## Население
Постоянных жителей было в 1859 году — 356, в 1908 — 529, в 1920 — 589, в 1926 — 550, в 1938 — 301, в 1949 — 212, в 1958 — 171, в 1970 — 159, в 1979 — 103, в 1989 — 84. Постоянное население составляло 51 человек (русские 82 %) в 2002 году, 47 в 2010.